# Самурза
Са́мурза (рум. Samurza) — село в Тараклійському районі Молдови, відноситься до комуни Чалик.
Село розташоване на річці Великий Ялпуг.